# Cantrallia huasteca
Cantrallia huasteca är en insektsart som beskrevs av Desutter-grandcolas 1994. Cantrallia huasteca ingår i släktet Cantrallia och familjen syrsor. Inga underarter finns listade i Catalogue of Life.